# テガフール
テガフール（Tegafur、略名：FT）は、癌に対する化学療法に用いられるフルオロウラシルのプロドラッグである。フッ化ピリミジン系代謝拮抗薬に分類される。テガフール・ウラシル (UFT) 、テガフール・ギメラシル・オテラシルカリウム（TS-1）の構成成分を成す。テガフールは主に肝臓でCYP2A6代謝を受けフルオロウラシルになることで、抗癌活性を示す。商品名フトラフール。

## 効能・効果
剤形毎に適応癌腫が異なるので下記に表で示す。右に活性代謝物である5-FUの適応も併せて表示する。
| 癌腫                           | FT                            | FT   | FT     | 5-FU   | 5-FU   | 5-FU |
| 癌腫                           | 経口薬 （カプセル、腸溶顆粒） | 坐薬 | 注射薬 | 経口薬 | 注射薬 | 軟膏 |
| ------------------------------ | ----------------------------- | ---- | ------ | ------ | ------ | ---- |
| 消化器癌（胃癌、結腸・直腸癌） | ○                             | ○    | ○      | ○      | ○      |      |
| 食道癌                         |                               |      |        |        | △      |      |
| 肝癌                           |                               |      |        |        | ○      |      |
| 膵癌                           |                               |      |        |        | ○      |      |
| 肺癌                           |                               |      |        |        | △      |      |
| 乳癌                           | ○                             | ○    |        | ○      | ○      |      |
| 頭頸部癌                       |                               | ○    | ○      |        | △      |      |
| 膀胱癌                         |                               | ○    |        |        |        |      |
| 子宮頸癌                       |                               |      |        | ○      | ○      |      |
| 子宮体癌                       |                               |      |        |        | ○      |      |
| 卵巣癌                         |                               |      |        |        | ○      |      |
| 皮膚悪性腫瘍                   |                               |      |        |        |        | ○    |
| ○：適応 △：他剤の併用必須      |                               |      |        |        |        |      |

英語版の添付文書では、下記の通りの適応となっている。
- 胃癌（ギメラシル、オテラシル併用）
- 乳癌（ウラシル併用）
- 胆嚢癌
- 肺癌（特に腺癌に ウラシルとの併用が多い）
- 大腸癌（通常ギメラシル、オテラシル併用）
- 頭頸部癌
- 肝癌（ウラシル併用）[10]
- 膵癌

ギメラシル＋オテラシルやウラシルと併用する事で、生物学的利用能や毒性を改善できる。これらの薬剤はジヒドロピリミジン脱水素酵素（ウラシル、ギメラシル）やオロチン酸ホスホリボシル基転移酵素（オテラシル）を阻害する。

## 副作用
重大な副作用としては、
- 血液障害：汎血球減少、無顆粒球症、白血球減少(4.3%)、貧血(2.8%)、血小板減少(2.4%)、出血傾向(1.1%)、溶血性貧血等、
- 劇症肝炎等の重篤な肝障害、肝硬変、急性膵炎、
- 重篤な口内炎、消化管潰瘍、消化管出血、出血性腸炎、虚血性大腸炎、壊死性腸炎、脱水症状（激しい下痢）、
- 精神神経障害：白質脳症[注 1]や意識障害(0.5%)、失見当識、傾眠、記憶力低下、錐体外路症状（0.1%未満）、言語障害、四肢麻痺（0.1%未満）、歩行障害、尿失禁、知覚障害（0.1%未満）等
- 狭心症、心筋梗塞、不整脈（心室頻拍等を含む）、
- 急性腎不全、ネフローゼ症候群、
- 嗅覚脱失、間質性肺炎、
- 中毒性表皮壊死融解症（Toxic Epidermal Necrolysis：TEN）、皮膚粘膜眼症候群（スティーブンス・ジョンソン症候群）

が添付文書に記載されている。
1. ↑  意識障害、小脳失調、認知症様症状等

全体的な副作用発現率はカプセルで40.6%、腸溶顆粒で15.0%、坐薬で23.5%、注射薬で41.4%であり、消化器症状（食欲不振、悪心、嘔吐、下痢、口内炎等）、血液障害（白血球減少、赤血球減少、血小板減少等）、肝機能障害、倦怠感、色素沈着、発疹が主である。中枢神経系症状は5-FUよりも多いとされる。テガフールの用量制限毒性は消化器症状である。

### 薬理遺伝学
ジヒドロピリミジン脱水素酵素（DPD）が主にフルオロピリミジン類の解毒代謝を担うので、フルオロウラシル、カペシタビン、テガフールはこれで代謝される。DPD遺伝子（DPYD ）の遺伝子的多型によりDPDの活性が低いかまたは欠損している場合があり、それらの遺伝子を異型接合性または同型接合性で有している患者は部分的または完全なDPD欠損症を呈する。0.2%の患者が完全DPD欠損症であると見積もられている。部分的または完全DPD欠損症ではフルオロピリミジン類を使用した場合の重篤な副作用の発現リスクが大きく上昇し、致死的な毒性が発生する可能性も大きくなる。その中には、骨髄抑制、神経毒性、手足症候群等が含まれる。

## 作用機序
テガフールはチミジル酸合成酵素阻害薬であるフルオロウラシルのプロドラッグである。肝臓のCYP2A6で代謝されてフルオロウラシルとなる。フルオロウラシルはRNA合成およびDNA合成経路に侵入し、RNAプロセシング・mRNA翻訳を妨害し、あるいはチミジル酸合成酵素を阻害またはDNA鎖中に混入してDNA合成を阻害する。